# Marula
Sclerocarya birrea (starogrško σκληρός, latinizirano: sklērós, kar pomeni 'trd', in starogrško κάρυον, latinizirano: káryon, 'oreh', glede na koščico v mesnatem plodu), splošno znana kot marula, je srednje veliko listopadno sadno drevo, ki izvira iz gozdov miombo v južni Afriki, sudansko-sahelijskega območja zahodne Afrike, savanskih gozdov vzhodne Afrike in Madagaskarja.

## Opis
Drevo je enodebelna vrsta s široko, razpršeno krošnjo. Odlikuje ga sivo lisasto lubje in lahko zraste do 18 metrov visoko, predvsem na nizkih nadmorskih višinah in v odprtih gozdovih. Razširjenost te vrste po Afriki in Madagaskarju je sledila selitvam Bantujcev. Obstajajo nekateri dokazi o udomačitvi dreves marula s strani človeka, saj imajo drevesa, ki jih najdemo na kmetijskih zemljiščih, običajno večje plodove.
Plodovi, ki dozorijo med decembrom in marcem, imajo svetlo rumeno lupino (eksokarp) z belim mesom (mezokarp). Ko so nezreli in so zelene barve, padejo na tla, nato pa na tleh dozorijo do rumene barve. So sočni in trpki z močnim in značilnim okusom. V notranjosti je koščica (endokarp) velikosti oreha z debelimi stenami. Te koščice, ko se posušijo, razkrijejo semena tako, da na enem koncu odvržejo 2 (včasih 3) majhna okrogla čepka. Plodovi so koščičaste soklice z enim samim semenom, zaprtim v endokarpu, čeprav so lahko prisotna tudi do štiri semena. Semena imajo nežen oreščkast okus in so zelo iskana, zlasti med majhnimi glodavci, ki vedo, kje natančno morajo glodati čepke.
Drevesa so dvodomna. Moška drevesa imajo več moških cvetov na končnem grozdu. Ti imajo rdeče čašne liste in cvetne liste ter približno 20 prašnikov na cvet. V redkih primerih lahko moški cvet ustvari ginecij, zaradi česar postane dvospoln. Ženski cvetovi rastejo posamično na svojem pedikelu in imajo patinoidije. Listi so izmenični, sestavljeni in neparnopernato deljeni. Oblike lističev segajo od okroglih do eliptičnih.

## Taksonomija in etimologija
Sclerocarya birrea se deli na tri podvrste: subsp. birrea, subsp. afra in subsp. multifoliolata. Te podvrste se razlikujejo po spremembah oblike in velikosti listov. Subsp. birrea se pojavlja v severni Afriki, subsp. afra v južni Afriki, subsp. multifoliolata pa le v Tanzaniji.
Generično ime Sclerocarya izhaja iz starogrških besed 'skleros', ki pomeni 'trd', in 'karyon', ki pomeni 'oreh'. To se nanaša na trdo koščico plodu. Vrsta drevesa 'birrea' izvira iz splošnega imena 'birr' za to vrsto drevesa v Senegalu. Marula spada v isto družino, Anacardiaceae, kot mango, indijski orešček, pistacija in ruj, in je tesno povezana z rodom Poupartia z Madagaskarja.
Med pogosta imena spadajo želejeva sliva, mačji trn, morula, jabolčno drevo, marula, oreh/sliva maroola in v afrikanščini maroela.

## Podvrste
Sprejete so tri podvrste:
- Sclerocarya birrea subsp. afra (Sond.) Kokwaro – Kenija do Namibije in KwaZulu-Natal, Madagaskar in Mayotte
- Sclerocarya birrea subsp. birrea – Zahodna Afrika do Etiopije in Tanzanije
- Sclerocarya birrea subsp. multifoliolata  – Tanzanija

## Uporaba

### Tradicionalna uporaba
Sadje se v Afriki tradicionalno uporablja za hrano in ima precejšen družbeno-ekonomski pomen. Sadni sok in pulpa se zmešata z vodo in shranita v posodi 1–3 dni fermentacije, da se naredi pivo marula, tradicionalna alkoholna pijača. Alkoholna destilirana pijača (morula), narejena iz sadja, je omenjena v zgodbah južnoafriškega pisatelja Hermana Charlesa Bosmana. Olje marule se uporablja lokalno za vlaženje kože in kot užitno olje v prehrani ljudstva San v Južni Afriki. Drevo marula je v Južni Afriki zavarovano.

### Komercialna uporaba
Na industrijski ravni plodove drevesa marula nabirajo v divjini člani podeželskih skupnosti, na katerih zemljiščih drevesa rastejo. Ta žetev in prodaja sadja se zgodita le dva do tri mesece, vendar je pomemben vir dohodka za revne podeželske prebivalce, zlasti ženske. Sadje se dostavi v predelovalne obrate, kjer se iz sadja pridobivajo pulpa, peške, jedrca in olje iz jedrc, ki se nato shranijo za predelavo skozi vse leto.

### Uporaba pri drugih vrstah
S sadjem marule se hranijo različne živali v južni Afriki. Žirafe, nosorogi in sloni se pasejo na drevesu marule, pri čemer so sloni še posebej pomemben porabnik. Sloni jedo lubje, veje in plodove marule, kar lahko omeji širjenje dreves. Poškodovano lubje zaradi brstenja se lahko uporabi za identifikacijo dreves marule, saj jih sloni prednostno lovijo. Sloni raznašajo semena marule v svojih iztrebkih. V dokumentarcu Jamieja Uysa Živali so lepi ljudje, ki ga je izšel leta 1974, nekateri prizori prikazujejo slone, noje, bradavičarke in pavijane, ki naj bi se opili zaradi uživanja fermentiranega sadja marule, tako kot poročajo tudi poročila v priljubljenem tisku. Čeprav sloni pogosto jedo to sadje, bi živali potrebovale ogromno fermentiranih marul, da bi nanje imele kakršen koli učinek, druge živali pa imajo raje zrelo sadje.
Predlagano je, da je sadje marule hrana, ki jo je izbrala prednica gozdne oblike vinske mušice Drosophila melanogaster, ki je bila veliko bolj selektivna glede tega, katero sadje je imela raje, kot muhe, ki so se same udomačile in živele v bližini ljudi. Predniške vinske mušice sproži ester etil izovalerat v sadežu marule.

## Galerija
- Marula vetrov v Ongwedivi, Namibija
- Marula cider, Ongwediva, Namibija
- Marula kamni
- Marula semena
- Marula oil for sale at Ongwediva Annual Trade Fair 2016, Namibia